# Église Sainte-Anne de Saint-Nazaire
L’église Sainte-Anne est située à Saint-Nazaire dans le département de la Loire-Atlantique en France.
L'église fait l’objet d’une inscription au titre des monuments historiques depuis le 29 mai 2019.